# Друго парично посредничество
Друго парично посредничество е подотрасъл на финансовите услуги.
Той обхваща паричното посредничество, с изключение на централните банки – привличане на депозити или техни заместители от нефинансови източници и отпускането на кредити, извършвано обикновено от банките. Дейността им често включва и извършването на трансакции и разплащания, откриването и управляването на банкови влогове и сметки и паричните средства в тях и др.